# 周津
周津（？年—1516年），字文濟，別號月航，浙江慈谿縣（今浙江省慈溪市）人。明朝政治人物，成化進士。明朝政治人物。

## 生平
成化二十年（1484年）甲辰科同進士出身。得學士楊守陳賞識。二十二年授行人司行人。弘治三年（1490年），轉南京河南道監察御史，掌京察。十一年丁父憂，十三年服闕，出爲江西九江府知府，在任九月，改任瑞州知府，以事入狱两年，後復原职。正德四年（1509年）六月升江西右參政，分守湖西并岭北二道，五年五月升云南按察使，七年四月升雲南右布政使，九年正月官至貴州左布政使，未履任，又改廣東，不久母喪去職。正德十一年（1516年）七月卒。